# Christina Stumpp
Christina Stumpp (ur. 16 listopada 1987 w Backnang) – niemiecka polityk i urzędniczka, działaczka Unii Chrześcijańsko-Demokratycznej (CDU), deputowana do Bundestagu (od 2021), zastępca sekretarza generalnego CDU (od 2022).

## Życiorys
W latach 2004–2006 odbyła szkolenie w średnim stopniu administracji publicznej w Urzędzie Miasta Waiblingen, uzyskując tytuł urzędniczki administracyjnej. Następnie w roku szkolnym 2007/2008 kontynuowała naukę w Szkole Handlowej w Backnang, uzyskując świadectwo dojrzałości zawodowej. W latach 2008–2011 studiowała prawo podatkowe w Wyższej Szkole Administracji Publicznej i Finansów w Ludwigsburgu, zdobywając tytuł licencjata prawa (LL.B.).
Od września 2006 do września 2007 pracowała w Urzędzie Miasta Waiblingen, jako zastępczyni sołtysa dzielnicy Beinstein (w wymiarze 50%) oraz w biurze nadburmistrza. Od października do grudnia 2011 była zatrudniona w Urzędzie Skarbowym w Waiblingen jako referentka ds. podatku VAT, podatku dochodowego, prawa bilansowego i podatku od działalności gospodarczej. W latach 2012–2015 pracowała w Ministerstwie Finansów i Gospodarki Badenii-Wirtembergii w wydziale ds. polityki zasadniczej i europejskiej. W 2015 roku została oddelegowana do Ministerstwa Spraw Wewnętrznych Badenii-Wirtembergii, gdzie do kwietnia 2016 zajmowała się tematyką zakwaterowania uchodźców. Od maja 2016 do lutego 2020 była referentką w Ministerstwie Spraw Wewnętrznych, Cyfryzacji i Migracji Badenii-Wirtembergii w dziale ds. ochrony ludności i zarządzania kryzysowego.
W marcu 2020 roku objęła stanowisko referentki ds. koordynacji rządowej w Ministerstwie Edukacji, Młodzieży i Sportu Badenii-Wirtembergii. Następnie, od lutego do października 2021 roku, była osobistą referentką ministra Petera Hauka w Ministerstwie Wyżywienia, Obszarów Wiejskich i Ochrony Konsumentów.
W wyborach w 2021 roku po raz pierwszy uzyskała mandat posłanki do Bundestagu. W 2025 roku z powodzeniem ubiegała się o reelekcję. 
Od 2022 roku pełni funkcję zastępczyni sekretarza generalnego CDU Niemcy. Jest również od 2021 roku zastępczynią przewodniczącego CDU powiatu Rems-Murr, od 2019 wiceprzewodniczącą CDU Regionu Stuttgart oraz radną Związku Regionu Stuttgartu. W przeszłości była m.in. rzeczniczką prasową lokalnych struktur Frauen Union (od 2018), wiceprzewodniczącą CDU w Waiblingen (od 2014), a w latach 2010–2014 przewodniczącą Junge Union w tym mieście. Do Junge Union wstąpiła w 2001 roku, a do CDU w 2003 roku. W latach 2016–2025 była drugą kandydatką CDU w okręgu wyborczym Waiblingen na wybory do Landtagu.

## Życie prywatne
Jest zamężna, ma dwoje dzieci. Wyznaje protestantyzm. 